# Robiquetia millariae
Robiquetia millariae är en orkidéart som beskrevs av Paul Ormerod. Robiquetia millariae ingår i släktet Robiquetia och familjen orkidéer. Inga underarter finns listade i Catalogue of Life.